# 科扎齊克 (別爾哥羅德-德涅斯特羅夫斯基區)
46°20′54″N 30°2′45″E / 46.34833°N 30.04583°E

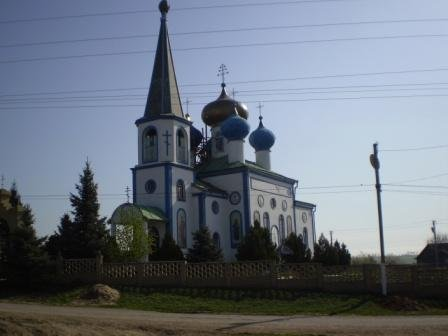

科扎茨凱（烏克蘭語：Козацьке）是位於烏克蘭西南部的村莊，由敖德萨州裡比爾霍羅德-德涅斯特羅夫斯基區的舊科扎切市鎮負責管轄。該村始建於1774年，面積5.1平方公里，2020年人口1,464，人口密度每平方公里303.92人。